# Tweede Mongoolse invasie van Polen
De tweede Mongoolse invasie van Polen vond in de winter van 1259-1260 plaats en werd geleid door generaal Boroldai. De invasie verwoestte het zuiden van Polen en wordt gezien als een poging van de Mongolen om dieper in Europa te dringen. Tijdens de veldvocht werden de steden Sandomierz, Krakau, Lublin, Zawichost en Bytom door de Gouden Horde geplunded en platgebrand.

## Achtergrond
De Khan stuurde in 1258 zijn troepenmacht naar het Koninkrijk Galicië-Wolynië om zijn vazal Daniel van Galicië voor zijn buitenlandse anti-Mongoolse politiek te straffen. De Mongolen brachten Daniel op zijn knieën en dwongen hem om de Gouden Horde bij te staan in toekomstige invasies. Rond dezelfde tijd waren de Polen begonnen met het aanleggen en versterken van verdedigingswerken in het hertogdom Krakau. Deze werkzaamheden werden in oktober 1259 abrupt beëindigd door een oorlog tussen de Poolse hertogdommen.

## Invasie
De Gouden Horde concentreerde zich rond Chełm en bereikte in december 1259, na een reeks van veroveringen ten oosten van de Wisła, de stad Sandomierz. Boroldai gaf het bevel aan zijn Roetheense hulptroepen om de stad te belegeren, terwijl de belangrijkste Mongoolse strijdkrachten verder westwaarts richting het Heiligkruisgebergte (Góry Świętokrzyskie) oprukten. Tijdens deze opmars werden de abdijen van Koprzywnica en Wachock geplunderd.
In het midden van januari 1260 hergroepeerden de twee Mongoolse aanvalsgroepen bij Kielce en Checiny. Op 2 februari 1260 gaf Sandomierz onder leiding van Piotr van Krepa, na een wekenlang beleg, zich over en werd volledig verwoest. Tijdens de plundering van de stad werden bijna alle inwoners vermoord, waaronder abt Sadok en zijn 48 dominicanen. Deze geestelijken werden op 18 oktober 1807 door Paus Pius VII zalig verklaard. De Mongolen vertrokken op 5 februari 1260 uit Sandomierz, hergroepeerden zich tussen 10-12 februari en vervolgden hun opmars richting Krakau. Onderweg werden de abdijen van Jędrzejów, Mogila, Szczyrzyc en Miechów geplunderd. De opmars richting Krakau kon niet gestopt worden en de stad viel dan ook kort daarna. De Mongolen slaagden er echter niet in om het Koninklijke Kasteel van Wawel te veroveren. Boroldai stuurde zijn troepen naar Bytom om te voorkomen dat Hendrik III van Silezië Krakau te hulp zou schieten. Bolesław V van Polen was ondertussen met zijn vrouw Cunegonda van Polen naar Sieradz gevlucht. De Gouden Horde trok zich in maart 1260 terug langs de uitlopers van de Karpaten.
De invasie zou de voorgaande Mongoolse invasie in hevigheid overtreffen. Dezelfde Mongools-Roetheense troepenmacht die Polen aanviel was ook verantwoordelijk voor de plunderingen in Litouwen en de invasie in Pruisen. Paus Alexander IV verzamelde in maart 1260 een grote groep kruisvaarders in Pruisen en gaf de opdracht aan de Duitse Orde om zicht klaar te maken om de Polen bij een volgende Mongoolse aanval bij te staan.

## Nasleep
De invasie had het hertogdom Krakau grotendeels vernietigd en geplunderd. Ongeveer 10.000 Polen zijn als slaven weggevoerd. De invasie was een groot succes voor de Mongolen, die niet alleen het koninkrijk Galicië-Wolynië hadden onderworpen, maar ook een anti-Mongoolse alliantie hadden verslagen.
Om de economie in de nasleep van de invasie op te bouwen hebben de Poolse koningen veel immigranten naar Polen gehaald. Sandomierz werd op een meer strategisch gelegen locatie heropgebouwd.

## Lijst van vernietigde bouwwerken
- Heilige Mariakerk (Sandomierz)[4]
- Kathedrale basiliek van de Hemelvaart van de Heilige Maagd Maria[8]
- Cisterciënzerabdij van Szczyrzyc[2]
- Benedictijnse abdij van Tyniec[9]